# Potentilla adriatica
Potentilla adriatica är en rosväxtart som beskrevs av Svante Samuel Murbeck. Potentilla adriatica ingår i Fingerörtssläktet som ingår i familjen rosväxter. Inga underarter finns listade i Catalogue of Life.